# Casa dels Frares de Santes Creus
La Casa dels Frares de Santes Creus és una obra neoclàssica de Valls (Alt Camp) protegida com a Bé Cultural d'Interès Local.

## Descripció
Edifici entre mitgeres, de planta baixa i tres pisos, amb cambra d'aire i coronat amb cornisa. Obra de carreus. A la planta baixa, aquests carreus apareixen encoixinats. Entre les plantes segona i tercera, per damunt de les finestres, sobresurten de la façana tres grans gàrgoles, que representen animals fantàstics. Façana de línia molt simple amb tres obertures per planta: les de les dues plantes superiors són finestres, mentre que a la primera planta dues són portes que s'obren a un balcó de barana de ferro colat. L'interior ha estat totalment modificat.

### Façana del Carrer Muralla Sant Antoni, 14
La façana és d'una marcada senzillesa, on només destaca l'arrebossat que simula carreus del primer pis i la cornisa motllurada que marca l'acabament de la façana en els seus orígens. Destaca la composició de conjunt de dues plantes que s'estableix amb els edificis annexos, que delimiten el ràfec en el mateix punt.

## Història
Fou construït durant el segle xviii. Els frares de Santes Creus n'eren els propietaris, fins que la llei de Mendizábal va forçar la desamortització. L'any 1922 fou adquirida per la Caixa de Pensions per a la Vellesa i d'Estalvis aleshores propietari senyor Rodon Rubinat. Es portà a terme una restauració seguint el criteri de conserva intactes les línies exteriors de la façana i d'adaptar l'interior en dos sentits: la planta baixa s'habilità per a dependències de "la Caixa", i els pisos superiors es destinaren a habitatges. La sucursal canvià d'emplaçament l'any 1971.